# سارة كيت إليس
سارة كيت إليس (بالإنجليزية: Sarah Kate Ellis) هي ناشطة حقوق إل جي بي تي أمريكية، ولدت في 27 نوفمبر 1971 في جزيرة ستاتن في الولايات المتحدة.

## وصلات خارجية
- سارة كيت إليس على موقع IMDb (الإنجليزية)